# Carl Wilhelm Kolbe l'Ancien
Carl Wilhelm Kolbe, ne le 20 novembre 1757 ou en novembre 1759 à Berlin et mort le 13 janvier 1835 à Dessau, est un graveur, illustrateur et philologue prussien. Les historiens de l'art l'appellent « l'Ancien » pour le distinguer de son neveu, le peintre Carl Wilhelm Kolbe, dit « le Jeune » (1781-1853).

## Biographie
Selon les sources, Carl Wilhelm Kolbe est né à Berlin le 20 novembre 1757, ou en novembre 1759 (étant baptisé le 9 de ce mois),.
Fils d'un artisan spécialisé dans la broderie d'or, Carl Wilhelm Kolbe fait ses études dans un lycée français de Berlin. Après avoir obtenu son diplôme, il se rend à Dessau en 1780 pour enseigner le français au Philanthropinum (de) et commence à écrire. Il retourne à Berlin en 1782 et, sous l'influence d'un parent éloigné, Daniel Chodowiecki, s'intéresse à la peinture et au dessin. Après une tentative infructueuse pour étudier le droit à Halle-sur-Saale, il reprend son poste d'enseignant à Dessau.
En 1793, après la fermeture du Philanthropinum, il retourne à Berlin, où il étudie le dessin avec Chodowiecki, Asmus Carstens et Johann Wilhelm Meil (de). En 1795, il est nommé membre de l'Académie prussienne des arts. La même année, Léopold III d'Anhalt-Dessau lui demande de créer une académie des beaux-arts à Dessau, mais le projet ne voit pas le jour. Ses premiers recueils de gravures paraissent alors, comprenant principalement des paysages. En 1798, il est nommé graveur de la cour et engagé comme professeur de dessin par Léopold III. De 1805 à 1808, avec la permission du prince, il réside chez Salomon Gessner à Zurich, où il réalise des gravures d'après les tableaux de ce peintre.
En plus de son œuvre gravé, Kolbe écrit plusieurs livres sur le Deutscher Sprachpurismus (la « pureté linguistique »), dont  Über den Wortreichthum der deutschen und französischen Sprache und beider Anlage zur Poesie (« De la richesse des mots des langues allemande et française et de leurs dispositions à la poésie ») en deux volumes édités en 1809 et 1820. En remerciement de son travail, il reçoit un doctorat honorifique en philosophie de l'université de Halle en 1810.
Carl Wilhelm Kolbe publie son autobiographie en 1825 et prend sa retraite de l'enseignement en 1829. Il meurt six ans plus tard, à l'âge de 77 ans.

## Œuvre

### Séries de gravures
- Blaetter groesstentheils Landschaftlichen Inhalts (en cinq livraisons), 1796–1800
- Folge von sechs kleinen idyllischen Landschaften, 1800
- Folge von vier Landschaften in Waterloos Manier, 1802-1803
- Collection des Tableaux en Gouache et des Dessins de Salomon Gessner, 25 estampes, 1806–1811
- Neue Sammlung Radirter Blätter (en six livraisons), um 1815–1828

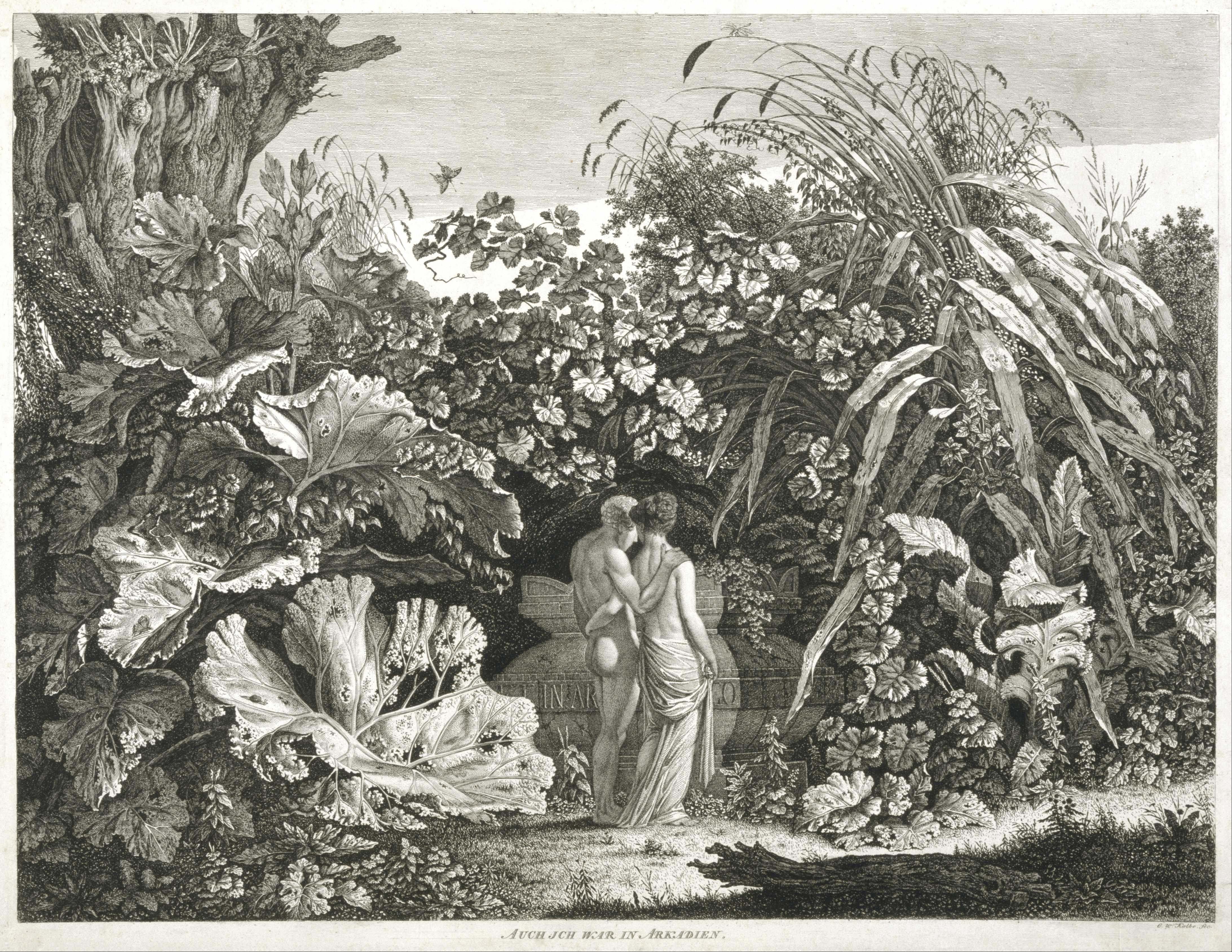
Et in Arcadia ego
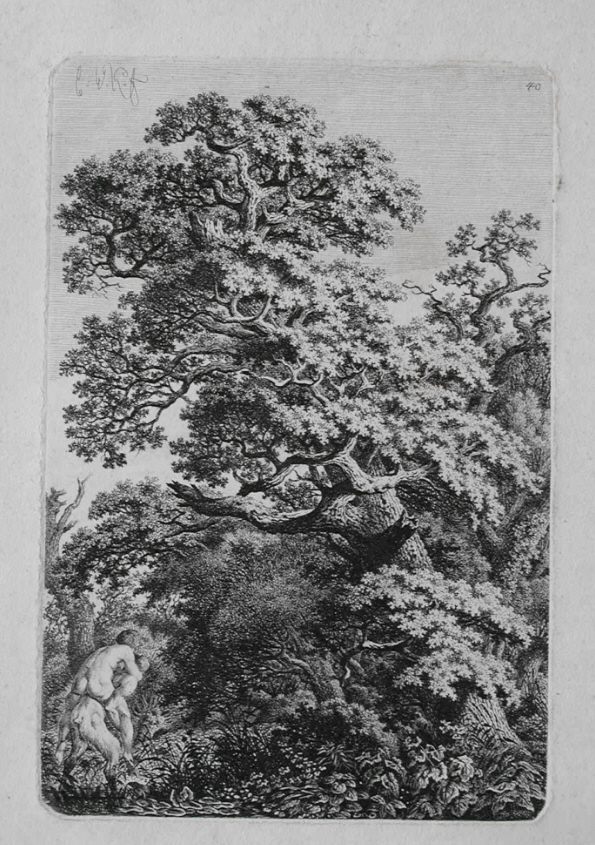
Forêt avec un chêne et un satyre
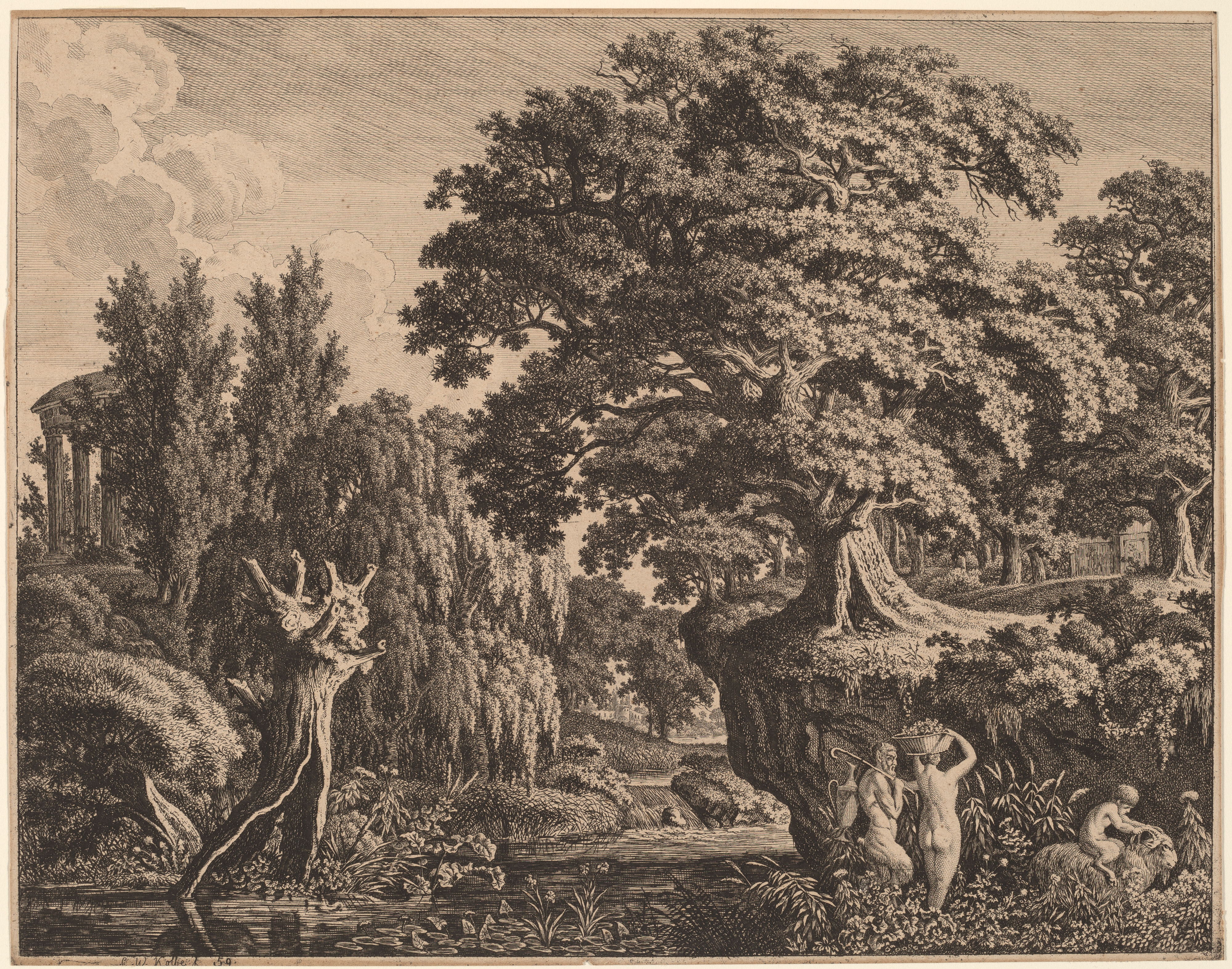
Paysage d'Arcadie avec une famille de satyres
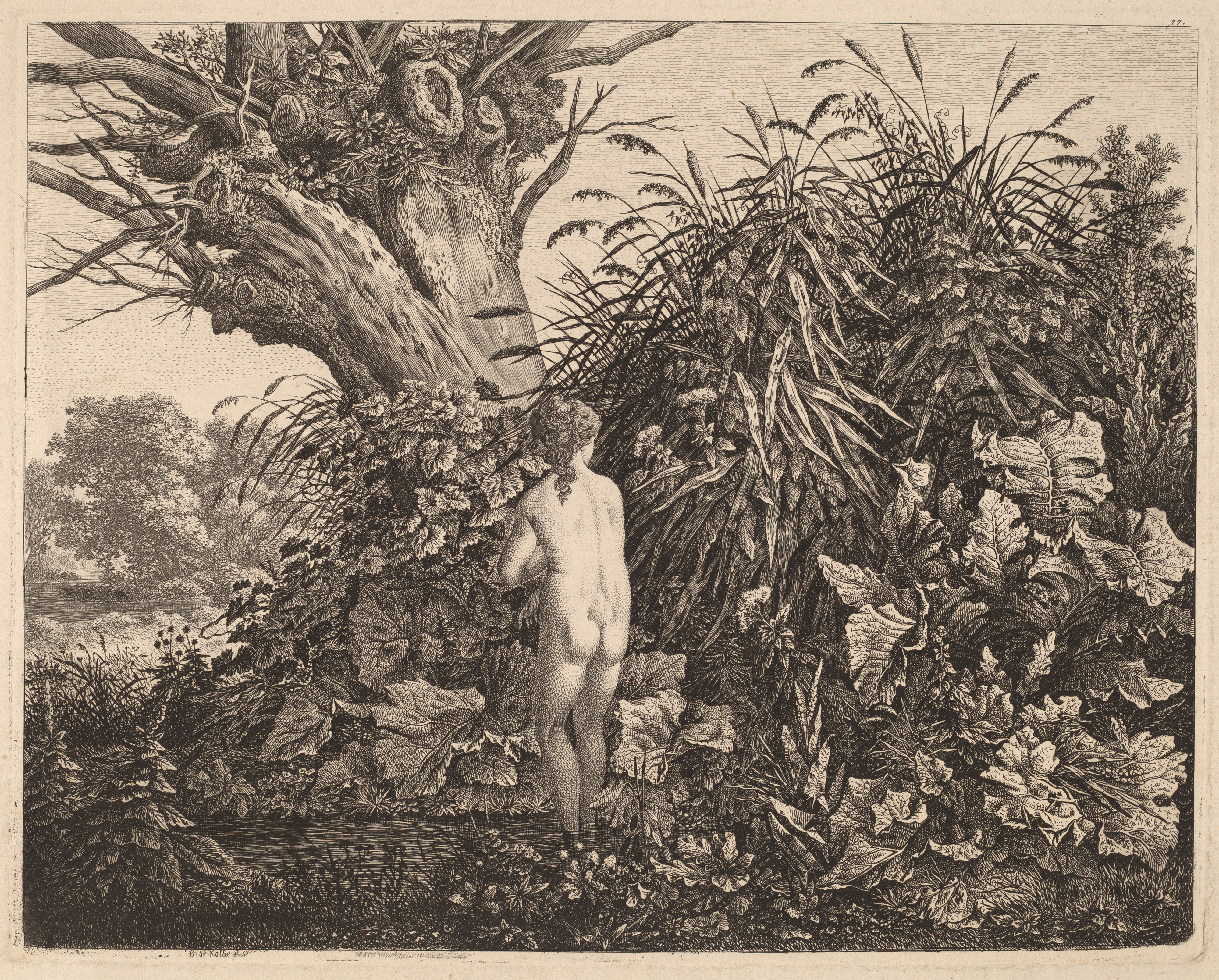
Jeune fille au bain
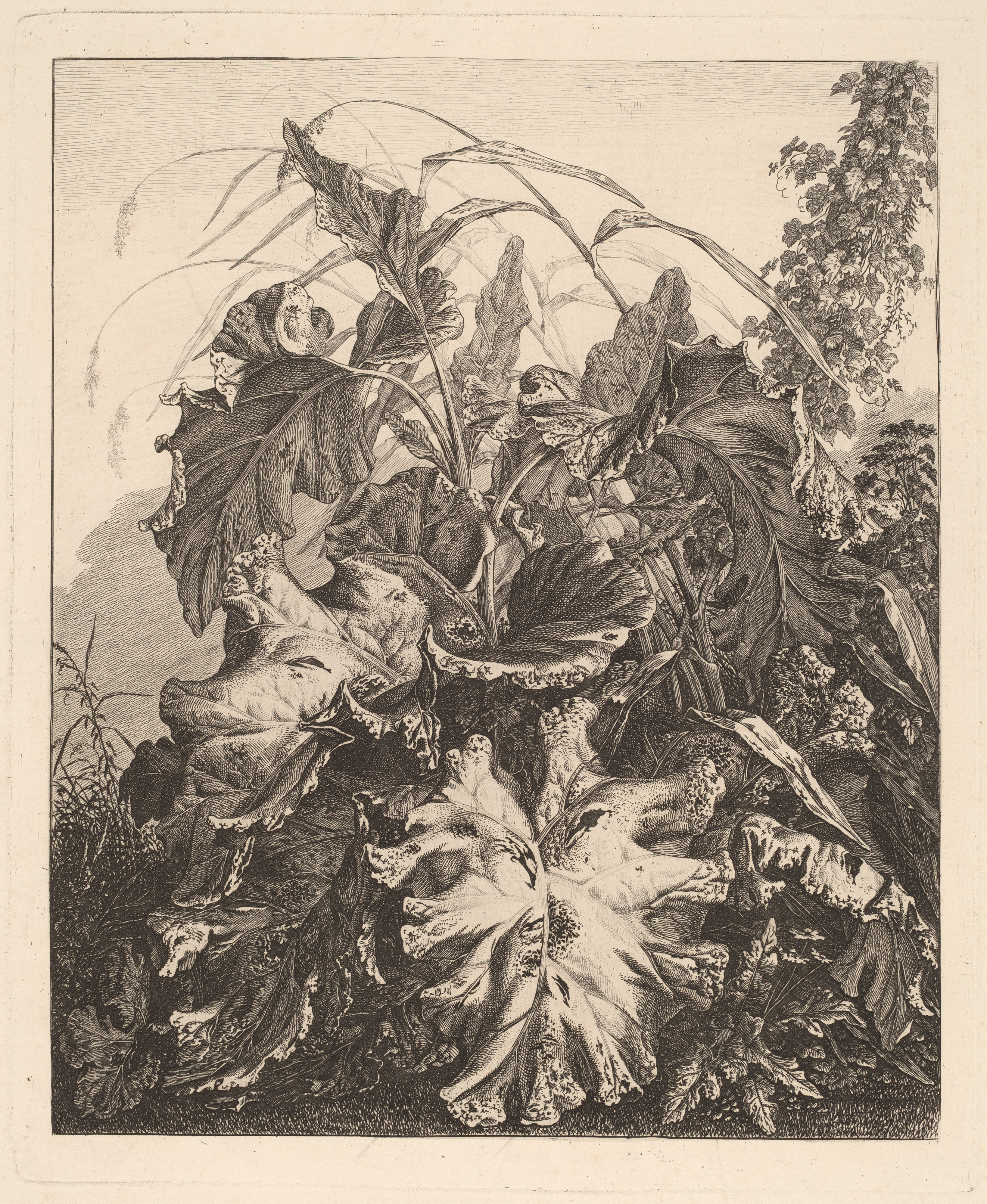
Feuillages et roseaux
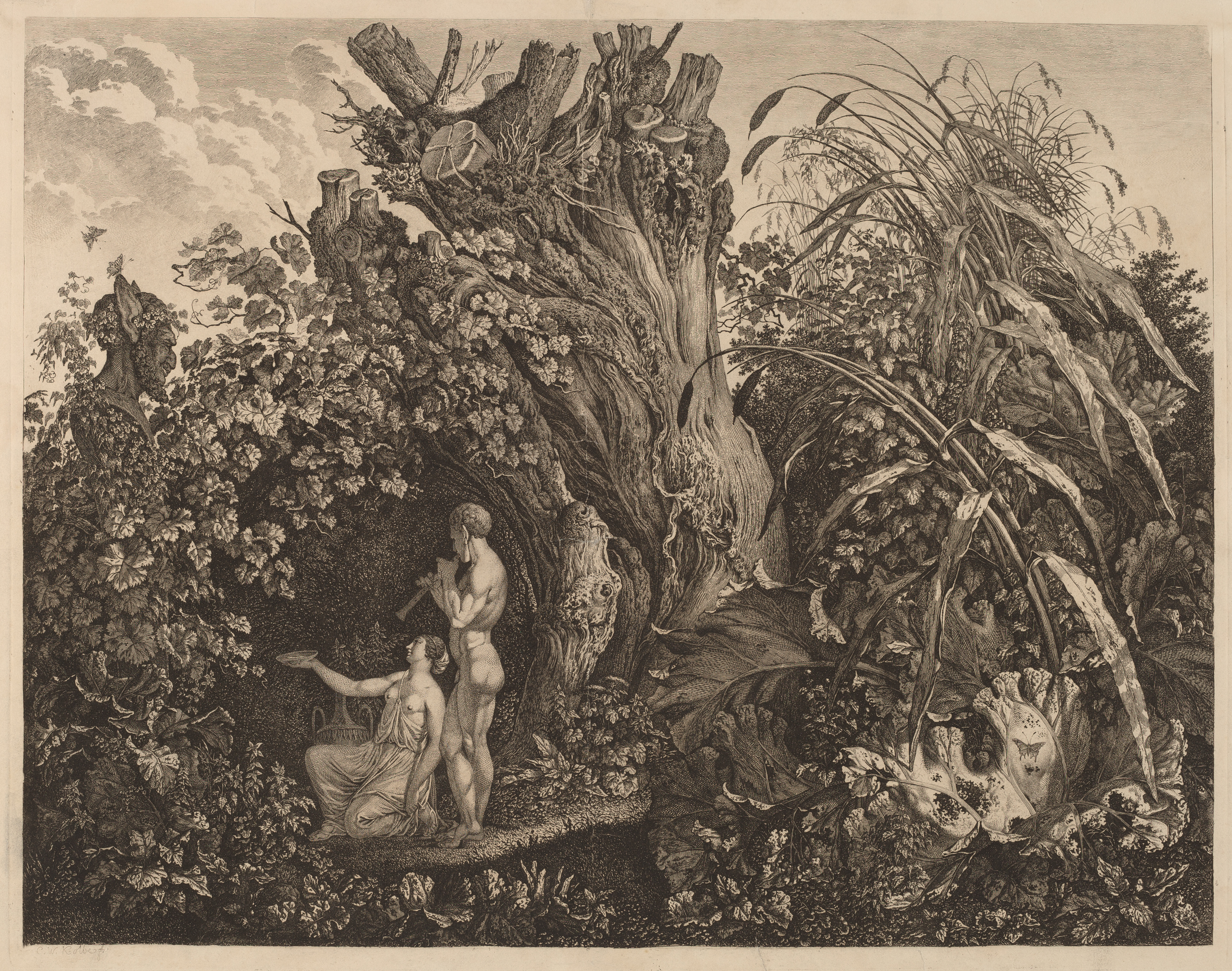
Offrande à Pan

### Écrits
- (fr) Exposé de l’état actuel de l’établissement d'éducation fondé à Dessau, Leipzig, 1785.
- Über den Wortreichthum der deutschen und französischen Sprache und beider Anlage zur Poesie [De la richesse des mots des langues allemande et française et toutes deux sur leur aptitude à la poésie], 2 vol. Leipzig, 1806–1809 (2e éd. 1818–1820).
- Über Wortmengerei, Sprachreinheit und Sprachreinigung. Anhang zu der Schrift „Über den Wortreichthum [...]“ [À propos de la confusion des mots, de la pureté et de la purification du langage. Annexe au texte « De la richesse des mots [...] »], Berlin, 1809 (2e éd. 1812 ; 3e éd. Leipzig, 1823).
- Noch ein Wort über Sprachreinheit gegen Herrn K. Reinhart [Encore un mot sur la pureté linguistique contre MK Reinhart], Berlin, 1815.
- Beleuchtung einiger öffentlich ausgesprochener Urtheile über und gegen die Sprachreinheit [Mise en lumière de certains jugements exprimés publiquement sur et contre la pureté linguistique], Dessau, 1818.
- Mein Lebenslauf und mein Wirken im Fache der Sprache und der Kunst [Mon CV et mon travail dans les domaines du langage et de l'art], Berlin et Leipzig, 1825.

#### Monographie
- (de) Norber Michels et al., Carl Wilhelm Kolbe d. Ä. (1759-1835) : Künstler, Philologe, Patriot, Petersberg, Imhof, 2009, 319 p. (ISBN 978-386568-517-9).
- (de) U. Martens, Der Zeichner und Radierer Carl Wilhelm Kolbe d. Ä., 1759–1835 (thèse de doctorat), Berlin, Université d'Hambourg, 1976  (ISBN 3-7861-4105-3).

#### Dictionnaires et articles
- (fr) Emmanuel Bénézit, Dictionnaire critique et documentaire des peintres, sculpteurs, dessinateurs et graveurs de tous les temps et de tous les pays, vol. 6, p. 276.
- (de) Horst Gerson, Ausbreitung und Nachwirkung der holländischen Malerei des 17. Jahrhunderts, vol. XXI, Amsterdam, Israel, 1983, p. 303.
- (de) L. Grote, « Carl Wilhelm Kolbe, 1758–1835: Ein Beitrag zum Sturm und Drang in der Malerei », Zeitschrift des deutschen Vereins für Kunstwissenschaft, vol. 3, 1936, p. 369–389.
- (de) Wilhelm Hosäus (de) (1882), « Kolbe, Karl Wilhelm », Allgemeine Deutsche Biographie, vol. 16, Leipzig, Duncker & Humblot, 1882, p. 462–463.
- (de) Florian Hufnagl, « Kolbe, Carl Wilhelm », Neue Deutsche Biographie, vol. 12, Berlin, Duncker & Humblot, 1980, p. 451–452.
- (de) E. Jentsch, Der Radierer Carl Wilhelm Kolbe, Breslau, 1920.
- (de) Ulrich Thieme et Felix Becker, Allgemeines Lexikon der bildenden Künstler : von der Antike bis zur Gegenwart, vol. 21, Leipzig, Seemann, 1927, p. 225-226.
- (de) VV. AA. Allgemeines Künstlerlexikon : die bildenden Künstler aller Zeiten und Völker, vol. 81, Saur, 2014, p. 201.